# Németh Lajos (meteorológus)
Németh Lajos (Vámosmikola, 1950. július 17. –) magyar meteorológus.

## Élete
Németh Lajos Vámosmikolán született 1950. július 17-én Németh Lajos és Stenczli Erzsébet gyermekeként.
Középiskolai tanulmányait az Arany János Gimnáziumban végezte Budapesten. Tanulmányait az ELTE Természettudományi Kar (ELTE-TTK) matematika–meteorológia szakán folytatta 1969–1975 között.
1975–2007 között az Országos Meteorológiai Szolgálat Központi Előrejelző Intézet rövidtávú előrejelző osztályának munkatársa, 2016-os nyugalomba vonulásáig osztályvezetője volt.
A TV2-nél volt időjárás-jelentő a csatorna 1997-es indulásától 2016-ig.
Kutatási területe a várható időjárás előrejelzése volt 1–2 napra, mind a nagyközönség, mind a különböző speciális népgazdasági felhasználók számára.

## Magánélete
1974-ben feleségül vette Kiss Ágnest. Két gyermeke született: Mónika (1977) és Balázs (1978). Nyugdíjasként idejét főként unokáinak szenteli, de szívesen szerepel gyógyfürdők vagy egyéb egészséget szolgáló kisfilmekben is.